# Dayan Khan
Dayan Khan (1464-  na 1527) ook wel Batu Möngke was een van de belangrijkste keizers van de Noordelijke Yuan-dynastie.

## Achtergrond
Na de val van de Mongoolse Yuan-dynastie in 1368 en de vestiging van de Chinese Ming-dynastie keerden de meeste Mongolen terug naar hun oorspronkelijke leefgebieden. De dynastie werd voortgezet in de Noordelijke Yuan-dynastie. Het recht om de titel keizer (khagan) van die dynastie te dragen was formeel voorbehouden aan rechtstreekse afstammelingen van Dzjengis Khan in de mannelijke lijn. Die waren alleen te vinden in de stamfederaties van de oostelijke Mongolen.
De belangrijkste constante factor in de geschiedenis van de Mongoolse stammen na de val van de Yuan-dynastie was hun vrijwel permanente onderlinge strijd. Gedurende het grootste deel van de periode van deze dynastie waren de khagans niet in staat om ook echt macht als keizer uit te oefenen.
In de geschiedenis van de Noordelijke Yuan-dynastie (1368-1635) zijn desondanks vier periodes te onderscheiden, waarin een heerser er - tijdelijk - in slaagde een groot aantal stammen onder één vorm van - in ieder geval nominaal - gezag te verenigen. De eerste was Esen tajsj (gest. 1455), de tweede was Dayan Khan(1464 - 1543), de derde was Altan Khan (1507-1582) en de laatste was Ligdan Khan (1592-1634).

## Manduchai de Wijze
In de Mongoolse geschiedschrijving is Dayan Khan de belangrijkste keizer van de Noordelijke Yuan-dynastie. Over geen enkele andere keizer zijn zoveel verhalen op schrift gesteld. Dat heeft in belangrijke mate te maken met zijn relatie met Manduchai de Wijze (1448- na 1492), zijn pleegmoeder en latere echtgenote. In de Mongoolse geschiedschrijving wordt zij op vaak lyrische wijze beschreven.
Op de leeftijd van achttien jaar werd zij de echtgenote van Manduluun Khan, toenmalig keizer van de dynastie. In 1478 overleed de keizer. Manduluun Khan had geen mannelijke nakomelingen. Er was op dat moment nog slechts één rechtstreekse nazaat in de mannelijke lijn met een legitieme afstamming van Dzjengis Khan. Dat was Batu Möngke, de zoon van Bayan Möngke. De laatste was vermoord in de zeer roerige periode van ongeveer een decennium tussen het overlijden van Mulan Khan en het op de troon komen van Manduluun Khan. Gedurende een periode van tien jaar was geen keizer van de dynastie aanwezig.
Tijdens die periode had Manduchai Batu de dan ongeveer zevenjarige wees Batu Möngke onder haar hoede genomen als pleegkind.
De Mongoolse geschiedschrijving beschrijft haar na het overlijden van haar eerste echtgenoot als Manduchai Chatun, keizerin en regentes van de dynastie. Hedendaagse - met name westerse historici - relativeren de rol van Manduchai echter sterk. Als Batu Möngke ongeveer achttien jaar is, wordt ze zijn echtgenote. Dan neemt Batu Möngke ook de titel van Dayan Khan aan (Grootkhan van de Grote Yuan).

## Het ontstaan van het rijk van Dayan Khan
Dayan maakte eind 15e en begin 16e eeuw een eind aan de suprematie van de westelijke Oirat-Mongolen, die gedurende het grootste deel van die 15e eeuw de Mongoolse stammen hadden gedomineerd. Het zou tot aan de 17e eeuw duren voordat er weer een van de stammen van de Oirat-federatie, de Dzjoengaren een machtsfactor van betekenis werd. Rond 1483 had Dayan Khan alle stammen van de oostelijke Mongolen onder zijn gezag gebracht.
De Ming-dynastie beschouwde de teruggekeerde Mongoolse stammen uiteraard als een bedreiging voor de veiligheid van het rijk. De eerste Ming-keizers voerden een aantal militaire campagnes uit in het door Mongolen beheerst gebied. In de tweede helft van de 15e eeuw kwam echter meer de nadruk te liggen op een verdeel- en heersstrategie.
Een belangrijk instrument in dit beleid waren de tribuutmissies. Voor de Mongoolse stammen was dit de enige mogelijkheid om met enige regelmaat handel te kunnen drijven in het Chinese binnenland en de Chinese grenssteden. Vanuit de Chinese optiek waren het missies, waarbij vertegenwoordigers van volken aan de periferie van het rijk de gelegenheid kregen om de suprematie van de Chinese keizers te erkennen. De verblijfskosten van de missies werden voor een belangrijk deel ook gefinancierd door de Chinese gastheren.

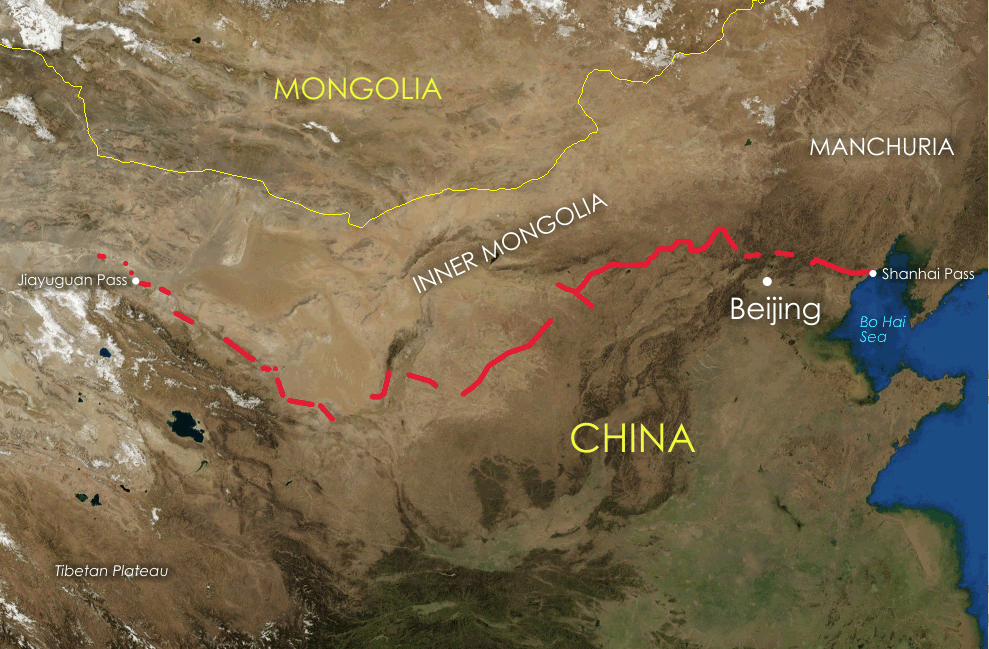
De Muur in de periode van de Ming-dynastie

De omvang en frequentie van die missies, dus in wezen ook het potentiële reguliere handelsvolume, werd dan ook door de Chinezen bepaald. Door die gunsten soms verschillend over diverse stamfederaties te verdelen kon onderlinge verdeeldheid gecreëerd worden. Dat instrument was een paar maal effectief gebleken. De positie van Dayan Khan was echter vanaf 1500 zo onomstreden dat het deze keer geen resultaat had.
Vrijwel ieder jaar voerde hij campagnes in de omgeving van onder meer Datong, Xuanhua en Liaodong. Vanaf 1513 begon hij versterkte forten te bouwen in de gebieden van Xuanhua en Datong, waarvan uit hij met korpsen van soms 15.000 Mongolen het binnenland van China invalt. In 1517 stond Dayan Khan voor de muren van Peking. Hij slaagde er niet in de stad in te nemen, maar tot 1526 wist hij de stad regelmatig te bedreigen. De invallen van Dayan Khan waren voor de Ming-dynastie een belangrijke reden voor een intensivering van het programma voor de reconstructie en versterking van de Chinese Muur in de 16e eeuw.

## De deling van het rijk
Bij alle heersers van de Noordelijke Yuan-dynastie die een groter rijk hadden gecreëerd viel dat na hun overlijden weer uiteen. Dat gebeurde ook met het rijk van Dayan Khan. Het verschil echter met andere heersers was, dat dit bij zijn overlijden op - relatief- vreedzame wijze geschiedde. Er ontstond deze keer geen machtsstrijd.

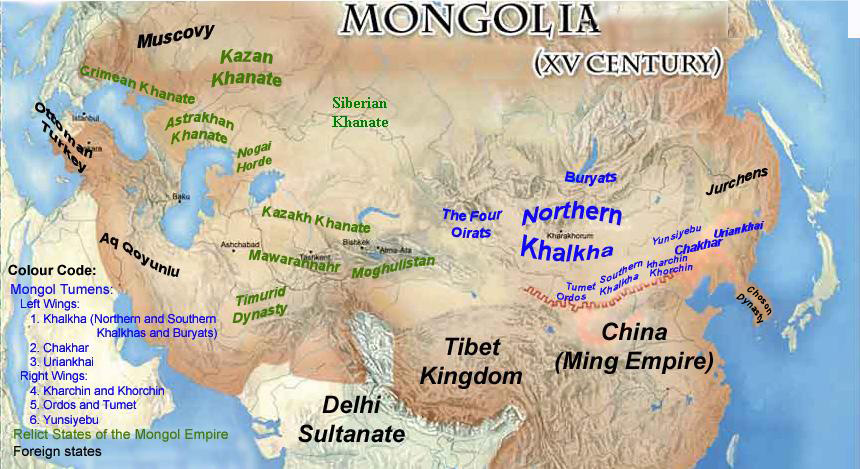
Verschillende volken in Azië begin 16e eeuw

Negen van de elf zonen van Dayan Khan waren bij zijn overlijden nog in leven. Dayan Khan verdeelde zijn rijk (globaal het gebied van de huidige republiek Mongolië en dat van de huidige Chinese provincie Binnen-Mongolië) in apanages onder zijn zonen. Daarbij ontstonden een zogenaamde linker- en rechtervleugel bij de stammen van de oostelijke Mongolen. In het Mongools heeft "links" ook de betekenis van "het oosten" en "rechts" van "het westen". Een soortgelijk onderscheid is ook aanwezig ten aanzien van de stammen van de westelijke Mongolen, die ook een linker- en rechtervleugel hadden.
Tot de linkervleugel van de oostelijke Mongolen behoorden stammen als de Khalkha-Mongolen en de Chahar-Mongolen; tot de rechtervleugel stammen als de Tümed en de Kharchin. Vanaf de tweede helft zestiende eeuw worden die stammen ook als aparte politieke entiteiten herkenbaar. De opvolger van Dayan Khan als keizer van de Noordelijke Yuan-dynastie is zijn derde zoon Barsbolad Jinong Khan.